# Santé en Montérégie
Cet article concerne la santé en Montérégie, une région administrative du Québec.

## Établissements

### Hôpitaux
En Montérégie-Centre :
- Hôpital Charles-Le Moyne
- Hôpital du Haut-Richelieu

En Montérégie-Est :
- Centre hospitalier de Granby
- Hôpital Honoré-Mercier
- Hôpital Pierre-Boucher
- Hôtel-Dieu de Sorel

En Montérégie-Ouest :
- Hôpital du Suroît
- Hôpital Barrie Memorial
- Hôpital Anna-Laberge

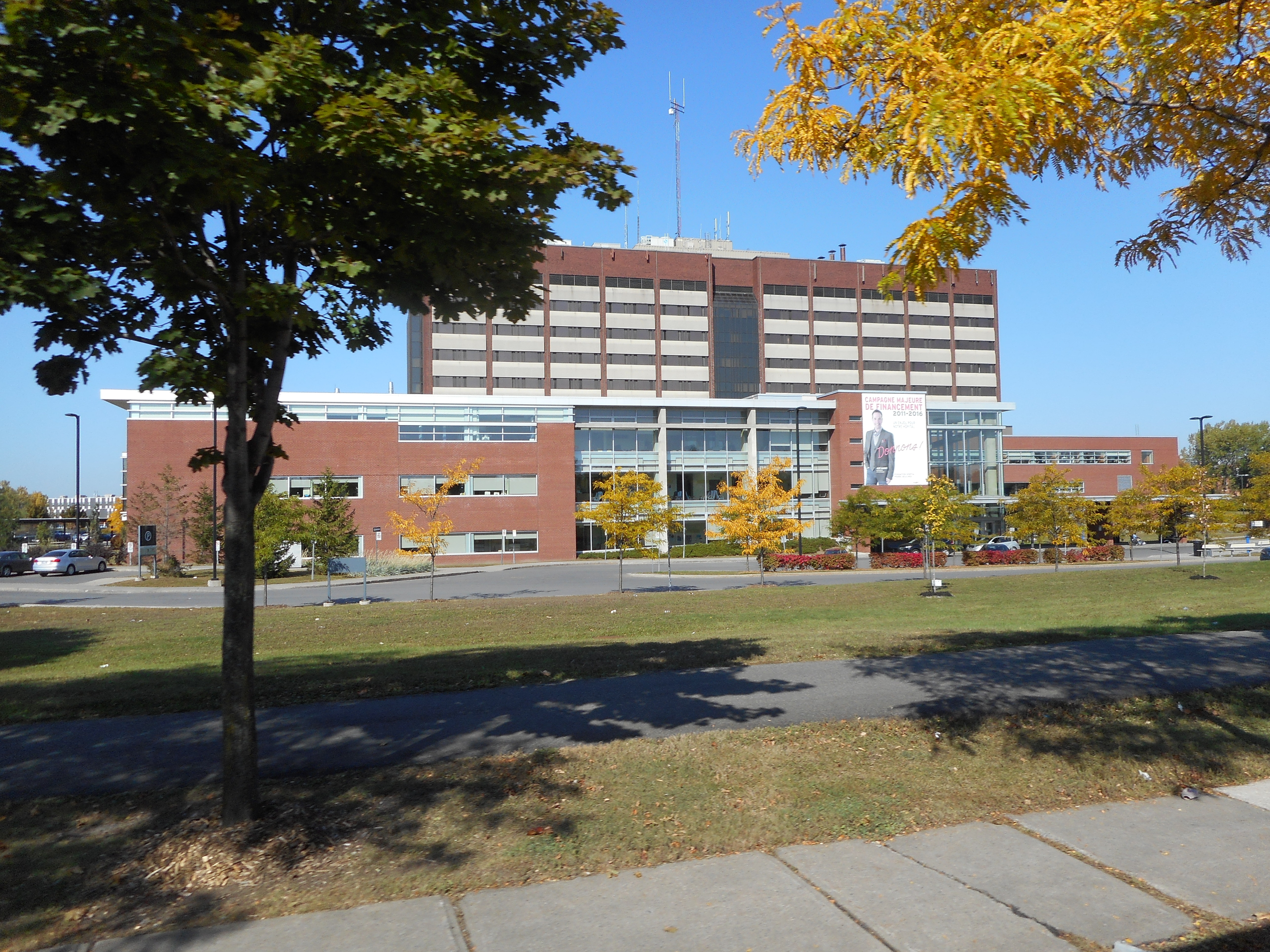
Hôpital Pierre-Boucher, à Longueuil.

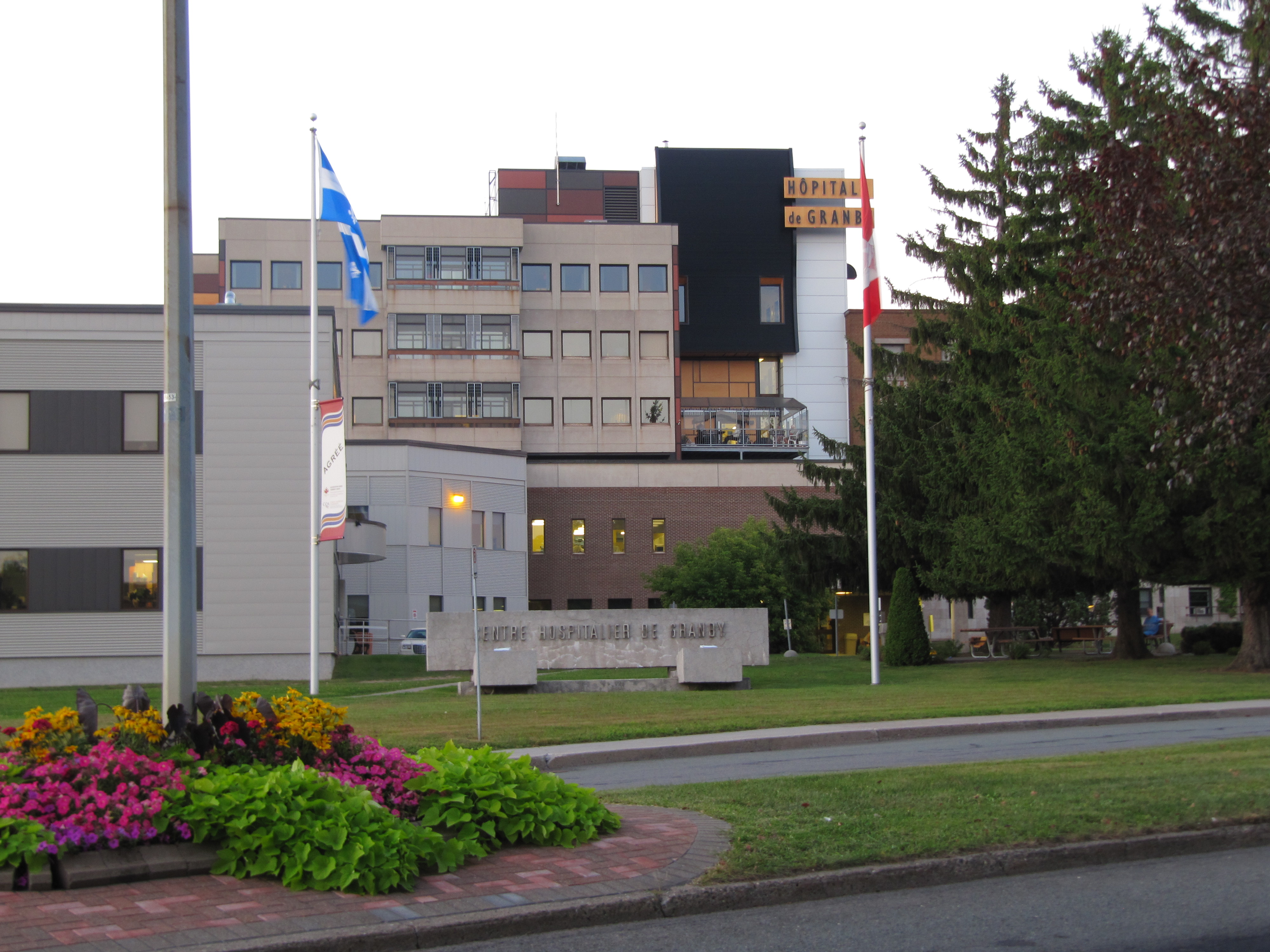
Centre hospitalier de Granby.

- Centre Hospitalier Kateri-Memorial Tehsakotitsen : Tha

### CLSC
On retrouve des centres locaux de services communautaires (CLSC) dans les localités suivantes :
- Acton Vale
- Beauharnois
- Belœil
- Boucherville
- Brossard
- Candiac
- Chambly
- Châteauguay
- Contrecœur
- Coteau-du-Lac
- Henryville
- Huntingdon
- Lacolle
- Longueuil
- Napierville
- Richelieu
- Rigaud
- Saint-Amable
- Saint-Bruno-de-Montarville
- Saint-Césaire
- Saint-Chrysostome
- Saint-Hyacinthe
- Saint-Jean-sur-Richelieu
- Saint-Jude
- Saint-Polycarpe
- Saint-Rémi
- Sainte-Julie
- Salaberry-de-Valleyfield
- Sorel-Tracy
- Vaudreuil-Dorion
- Varennes
- Verchères

## Administration

### Organisation
La région de la Montérégie est divisée en trois centres intégrés de santé et de services sociaux (CISSS) :
- CISSS de la Montérégie-Centre
- CISSS de la Montérégie-Est
- CISSS de la Montérégie-Ouest

### Présidence-direction générale
Il existe trois président-directeur général en Montérégie, un pour chaque centre intégré de santé et de services sociaux.
Montérégie-Centre
- Depuis le 1er avril 2015 : Richard Deschamps[1]

Montérégie-Est
- Depuis le 1er avril 2015 : Louise Potvin[2]

Montérégie-Ouest
- Depuis le 9 août 2021 : Philippe Gribeauval [3]

### Direction de santé publique
Le directeur de la santé publique de la Montérégie a le rôle d'informer la population montérégienne sur différentes situations concernant l'état de santé (mode de vie sain, inégalités sociales de santé, etc) et d'instaurer des consignes pour protéger la santé publique (épidémie, grippe).
- ? - 10 juillet 2014 : Alain Poirier
- 22 août 2014 - 4 juillet 2016 : Jean Rodrigue[4]
- Depuis le 4 juillet 2016 : Julie Loslier[5]